# Giuseppe Guerrini
Giuseppe Guerrini (ur. 7 października 1941 w Cuneo) – włoski duchowny katolicki, biskup Saluzzo w latach 2003-2016.

## Życiorys
Święcenia kapłańskie otrzymał 28 czerwca 1964 i został inkardynowany do diecezji Cuneo. Był m.in. wicerektorem i rektorem diecezjalnego seminarium oraz wikariuszem sądu diecezjalnego.
16 kwietnia 2003 papież Jan Paweł II mianował go ordynariuszem diecezji Saluzzo. Sakry biskupiej udzielił mu 1 czerwca 2003 kardynał Severino Poletto.
17 grudnia 2016 przeszedł na emeryturę, a jego następcą został prałat Cristiano Bodo.